# Porto Seguro
Porto Seguro är en stad och kommun i östra Brasilien och ligger vid atlantkusten i den södra delen av delstaten Bahia. Hela kommunen har cirka 140 000 invånare. Porto Seguro var den plats där portugisen Pedro Álvarez Cabral blev den första europén att landstiga på brasiliansk mark, vilket skedde den 22 april 1500. Den huvudsakliga näringen idag är turism.

## Administrativ indelning
Kommunen var år 2010 indelad i fem distrikt:
- Arraial D'Ajuda
- Caraiva
- Porto Seguro
- Trancoso
- Vale Verde

## Befolkningsutveckling
| Område              | Areal (km²)   | Invånarantal 1 augusti 2000 | Invånarantal 1 augusti 2010 | Invånarantal 1 juli 2014 |
| ------------------- | ------------- | --------------------------- | --------------------------- | ------------------------ |
| Kommun              | 2 408,33      | 95 721                      | 126 929                     | 143 282                  |
| Urban befolkning    | Ingen uppgift | 79 619                      | 104 078                     | Ingen uppgift            |
| ...varav centralort | Ingen uppgift | 64 295                      | 80 267                      | Ingen uppgift            |